# Will Campbell
Pour les articles homonymes, voir Campbell.
William « Will » Campbell (né le 6 janvier 2004 à Monroe) est un joueur américain de football américain évoluant au poste d'offensive tackle. Il joue actuellement pour la franchise des Patriots de la Nouvelle-Angleterre en National Football League (NFL).

## Biographie
Il a joué au football universitaire pour les Tigers de LSU (université d'État de Louisiane, 2022–2024). Il a été sélectionné à la 4e place (premier tour) par les Patriots de la Nouvelle-Angleterre lors de la draft 2025 de la NFL. Il a été le premier joueur de ligne offensive drafté par les Patriots dans le top 10 depuis John Hannah en 1974. Campbell est également devenu le deuxième joueur de ligne offensive de LSU à être drafté au premier tour, après Alan Faneca en 1998.